# Craig Jones (grappler)
Craig Benjamin Jones (Adelaida, Australia Meridional; 17 de julio de 1991) es un grappler australiano y cinturón negro en Jiu-jitsu brasileño. Jones es campeón de jiu-jitsu brasileño en no-gi de la IBJJF como cinturón morado, un dos veces medallista de plata ADCC Submission Wrestling World Championship y un tres veces campeón de Polaris Pro Grappling. Jones entrena actualmente en Austin, Texas y es el entrenador jefe del B-Team Jiu-Jitsu.

## Biografía
Craig Jones nació el 17 de julio de 1991, en Adelaida, Australia Meridional. En 2006, Jones empezó a entrnar Jiu-jitsu brasileñoen la academia de su primo. Luego de obtener su cinturón morado, Jones se trasladó a Melbourne donde entrenó bajo Lachlan Giles. En 2014, Jones ganó el oro en el Campeonato Mundial de NAGA y el oro en el Campeonato de la AFBJJ, un torneo llevado a cabo en Melbourne. El año siguiente, en 2015, Jones calificó para el ADCC 2015, luego de ganar los trials de Asia y Oceanía en la división de -88 kilogramos (194 lb). Jones perdió en la primera ronda del ADCC pero ganó los Campeonatos Mundiales en no-gi de la IBJJF como cinturón morado, siendo el primer australiano en ganar un campeonato mundial de la IBJJF. Un año después en 2016 Jones ganó el bronce en los Campeonatos Mundiales de Jiu-Jitsu de Abu Dhabi como cinturón marrón. En 2016 Jones fue promovido a cinturón negro por Giles mientras entranaba en Absolute MMA Academy.
En 2017, Jones calificó nuevamente al ADCC, durante el Campeonato Jones sometió al cinco veces Campeón Mundial en Cinturón Negro Leandro Lo, a Murilo Santana y a Chael Sonnen antes de perder en las semifinales ante Keenan Cornelius. En 2019, Jones ganó la medalla de plata en el ADCC, ganando la plata nuevamente en 2022 luego de subir a la división de -99 kg, derrotando al tres veces Campeón Mundial Nicholas Meregali en la semifinal.
Jones actualmente entrena en B-Team Jiu-Jitsu en Austin, Texas junto con Nicky Ryan, Nicky Rod y Ethan Crelinsten.

## Carrera de grappling
Jones está programado para enfrentar a Felipe Pena en el evento estelar de UFC Fight Pass Invitational 4 el 29 de junio de 2023.

## Resumen competitivo de Grappling
Principales logros de Jones como cinturón negro:
- Campeonato de Peso Mediano de Polaris Pro Grappling (2018)
- Campeonato de Peso Semipesado de Polaris Pro Grappling (2018/2019)
- Medalla de Plata en el ADCC Submission Fighting World Championship (2019[15]/2022[11])
- Tercer lugar en el EBI 11 Invitational (2017)
- Tercer lugar en el Grand Prix de 185 lbs de Kasai 2 (2018)
- Tercer lugar en el Grand Prix de 205 lbs de Kasai 5 (2019)

## Vida personal
Jones completó una licenciatura en Ciencia del Comportamiento (Psicología).

## Linaje de instrucción
Carlos Gracie → Helio Gracie → Carlos Gracie Jr → Jean Jacques Machado / Rigan Machado → John Will → John Simon → Lachlan Giles → Craig Jones

## Récord en grappling de sumisión
| Récord profesional | Récord profesional | Récord profesional |
| 77 peleas          | 55 victorias       | 20 derrotas        |
| ------------------ | ------------------ | ------------------ |
| Sumisión           | 44                 | 4                  |
| Decisión           | 11                 | 16                 |
| Empate             | 2                  | 2                  |

| Resultado | Récord  | Oponente          | Método                      | Evento           | División | Tipo | Fecha                    | Localización   |
| --------- | ------- | ----------------- | --------------------------- | ---------------- | -------- | ---- | ------------------------ | -------------- |
|           |         | Nicholas Meregali |                             | Who's Number One | –99 kg   | Nogi | 25 de febrero de 2023    | Costa Mesa, CA |
| Derrota   | 55–20–2 | Kaynan Duarte     | Puntos (0–12)               | ADCC 2022        | –99 kg   | Nogi | 18 de septiembre de 2022 | Las Vegas, NV  |
| Victoria  | 55–19–2 | Nicholas Meregali | Decisión del réferi         | ADCC 2022        | –99 kg   | Nogi | 18 de septiembre de 2022 | Las Vegas, NV  |
| Victoria  | 54–19–2 | Kyle Boehm        | Sumisión (guillotine choke) | ADCC 2022        | –99 kg   | Nogi | 17 de septiembre de 2022 | Las Vegas, NV  |
| Victoria  | 54–19–2 | Joao Costa        | Sumisión (shoulder lock)    | ADCC 2022        | –99 kg   | Nogi | 17 de septiembre de 2022 | Las Vegas, NV  |